# روزسوخی
روزسوخی (به چکی: Rozsochy) یک منطقهٔ مسکونی در جمهوری چک است که در ناحیه ژدار ناد سازاووو واقع شده‌است. روزسوخی ۱۵٫۶۴ کیلومتر مربع مساحت و ۶۹۴ نفر جمعیت دارد و ۵۲۲ متر بالاتر از سطح دریا واقع شده‌است.